# 横州市
横州市舊稱橫縣（邮政式拼音：Henghsien）是位於中国广西壮族自治区东南部的縣級市，由南寧市管轄，郁江横贯，具有2100多年历史。市人民政府駐橫州鎮江濱西路9號。

## 历史沿革
今横州古属百越地的一部分。汉元鼎六年（前111年）后，今横州境分属广郁、合浦、安广、平山等县地，隶属合浦郡、郁林郡。而安广县故治在今横州，是横州建置之始。
三国时代，今横州属吴国辖地。晋太康元年（280年）改连道县为兴道县。太康七年（286年）置宁浦郡，治所宁浦，在今横州境内。梁天监年间（502年至519年），分宁浦郡地，增置简阳郡、简阳县，隶广州。
隋开皇十一年（519年），撤宁浦郡、简阳郡，改为简州。开皇十八年，简州改为缘州。大业二年（606年），撤缘州。唐武德四年（621年），复置简州。武德六年，改简州为南简州。贞观八年（634年）又更名为横州，省蒙泽、岭山二县。唐玄宗时，为宁浦郡。乾元元年（758年）复为横州，领宁浦、从化、乐山三县。
元至元十六年（1279年），横州升为横州路。元贞元年（1295年）降为横州，州治宁浦县，辖宁浦县、永淳县。明洪武二年（1369年），撤宁浦县，并入横州，属广西布政司浔州府所辖。洪武十年（1377年）降州为县，改横州为横县。洪武十三年恢复横州。清代横州一直是广西省南宁府下属的一个散州（相当于现在的县级市），知州品级为从五品。民国二年，横州改为横县，属邕南道所辖。2021年2月3日，经国务院批准，撤销横县，设立县级横州市。

## 行政区划
横州市下辖16个镇、1个乡：
横州镇、百合镇、那阳镇、南乡镇、新福镇、莲塘镇、平马镇、峦城镇、六景镇、石塘镇、陶圩镇、校椅镇、云表镇、马岭镇、马山镇、平朗镇和镇龙乡。

## 人口
根据(广西壮族自治区)南宁市第七次全国人口普查主要数据公报显示：横州常住人口为896099人，男性人口占比51.81%，女性人口占比48.19%，年龄结构中0-14岁占比25.09%，15-59岁占比55.38%，60岁以上占比19.53%，65岁以上占比14.52%。
2019末2020初全县户籍人口1278226人，增长0.3%。全年出生人口14356人，出生率11.25‰。死亡人口6204人，死亡率4.86‰。人口自然增长率6.39‰。常住人口91.64万人，其中城镇常住人口39.26万人，城镇化率42.84%。

## 地理
横州地处北回归线以南，属南亚热带季风气候。地处东经108°48’～109°37’，北纬22°08’～23°30’之间。

## 產業

### 農業
橫州農業以集約式的種植業為主，尤以稻米、甘蔗、以及玉米為最大宗。

### 工業
橫州工業以甘蔗製糖以及食品產業為大宗，茉莉花茶產量佔全中國80%，居全國第一位。

## 物產

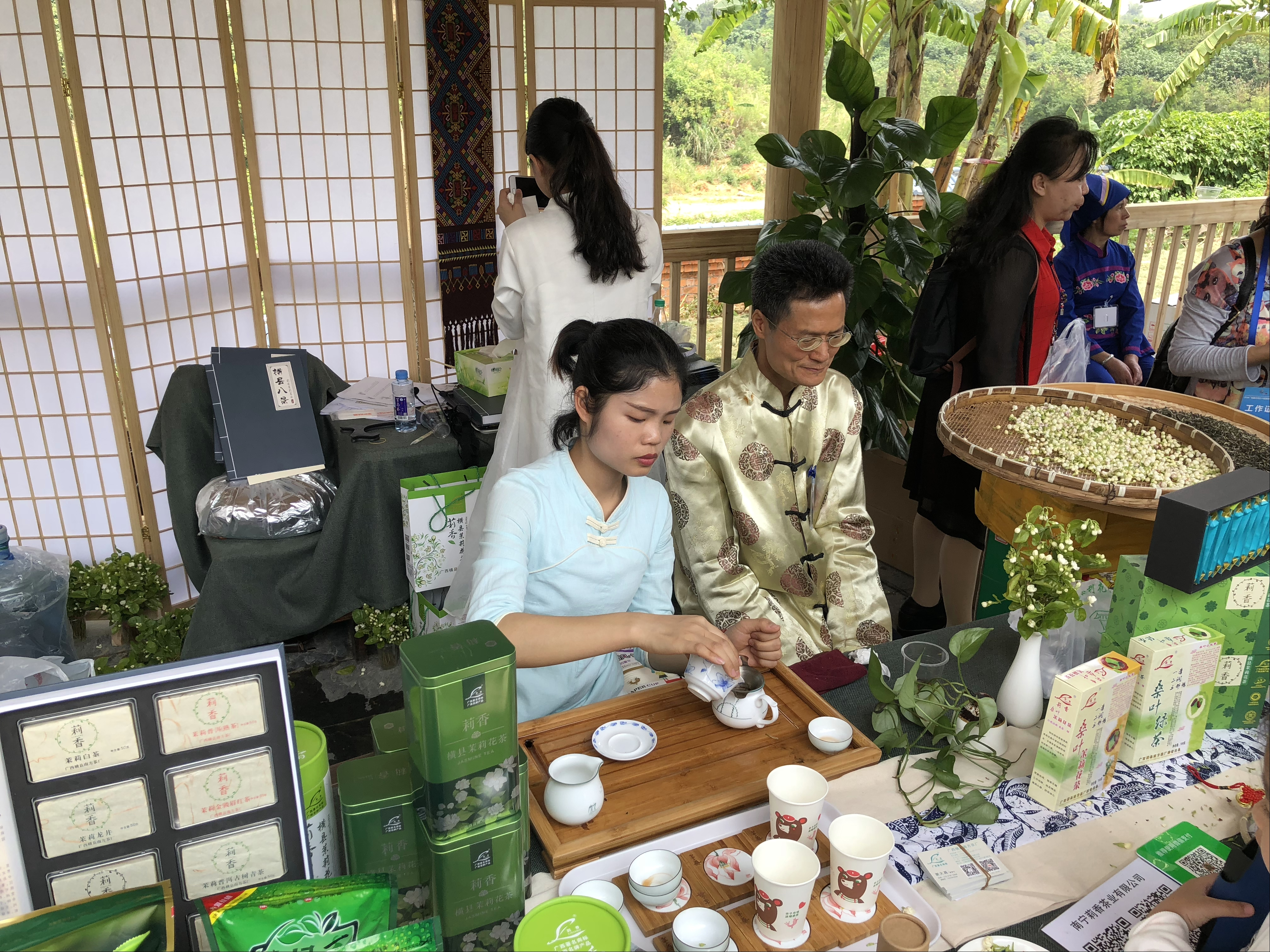
在南宁三月三主会场展示的横县茉莉花茶制作技艺

- 茉莉花：橫州被茶業界和新聞界譽為「中國茉莉花之都」。且有製茶產業，將其他地區產製的茶葉加工製成茉莉花茶。
- 横县茉莉花、横县茉莉花茶、南山白毛茶、横县大头菜：中国地理标志产品。
- 荔枝
- 蠶絲
- 蜜梨
- 甘蔗
- 生薑
- 大頭菜
- 草席
- 橫縣魚生
- 橫縣大粽
- 橫縣芝麻餅
- 橫縣粉利

## 交通

### 公路
- 泉南高速、 广昆高速、 宾钦高速、 209国道、 324国道、 359国道

## 风景名胜
- 伏波廟